# Estadi Francisco Montaner
L'Estadi Francisco Montaner és un estadi multiús del municipi de  Ponce a l'estat de Puerto Rico. És la seu dels Leones de Ponce, equip de la Lliga de Beisbol de Puerto Rico (LBPPR) i també del FC Leones de Ponce de la Puerto Rico Soccer League (PRSL). L'estadi té una capacitat de 16.000 seients. Les obres van començar el 1947 i l'estadi es va estrenar el 15 d'octubre de 1949. Té la distinció de ser el primer estadi de Puerto Rico que va instal·lar un camp de gespa artificial. L'estadi és al costat de l'auditori Juan Pachín Vicéns, on els Leones de Ponce de bàsquet competeixen. L'Estadi va ser anomenat en honor de Francisco Montaner, un conegut pitcher porto-riqueny.